# Christoph Bördlein
Christoph Bördlein (* 11. März 1967 in Gerolzhofen) ist ein deutscher Psychologe. Er ist Professor für Allgemeine und Klinische Psychologie und Verhaltensorientierte Handlungslehre an der Technischen Hochschule Würzburg-Schweinfurt.

## Werdegang
Nach Abitur und Grundwehrdienst studierte Bördlein von 1987 bis 1994 Psychologie und von 1990 bis 1997 Germanistik mit Schwerpunkt Deutsch als Fremdsprache an der Otto-Friedrich-Universität in Bamberg. Von 1994 bis 2001 war er ehrenamtlich Erziehungsbeistand für die Jugendämter Bamberg (Land) und Hassberge und für die Kolping-Berufsbildungs-gGmbH tätig. 2001 promovierte er zum Dr. phil. mit der Dissertation: „Modellreaktanz. Warum tun Menschen manchmal das Gegenteil von dem, was ein Modell ihnen vormacht?“ Von 2001 bis 2009 arbeitete Bördlein als Psychologe im Berufsförderungswerk Würzburg. Er war bis 2002 Lehrbeauftragter am Lehrstuhl Psychologie I der Otto-Friedrich-Universität Bamberg und von 2007 bis 2008 im Fach Soziale Arbeit an der Fachhochschule Würzburg-Schweinfurt. 2009 übernahm er eine Position als Leiter der Stabsstelle Psychosozialer Dienst / Betriebliches Gesundheitsmanagement beim Bundesrechnungshof in Bonn. Seit 2015 ist Bördlein Professor für Allgemeine und Klinische Psychologie und Verhaltensorientierte Handlungslehre an der Hochschule Würzburg-Schweinfurt.

## Aktivitäten
Bördlein berät Unternehmen im Bereich der verhaltensorientierten Arbeitssicherheit. Er ist Gutachter unter anderem für die Zeitschriften Skeptiker, Verhaltenstherapie und psychosoziale Praxis, der Zeitschrift für Psychologie sowie für das European Journal of Behavior Analysis. Er ist Gastherausgeber bei Research on Social Work Practice, Behavior and Social Issues, beim International Journal of Environmental Research and Public Health sowie bei Pharmacy. Seit 2012 ist er als Dozent für die Unfallversicherung Bund und Bahn tätig und seit 2021 Mitglied im Wissenschaftsrat der Gesellschaft zur wissenschaftlichen Untersuchung von Parawissenschaften.
Christoph Bördlein ist Mitglied im Netzwerk Wissenschaftsfreiheit.

## Publikationen (Auswahl)
- Einführung in die Verhaltensanalyse (behavior analysis). 2., korrigierte Auflage. Alibri, Aschaffenburg 2016.
- Die Bestätigungstendenz. Warum wir (subjektiv) immer recht behalten. In: Skeptiker. 13 (3), 2000, S. 132–138.
- Das sockenfressende Monster in der Waschmaschine. Eine Einführung ins Skeptische Denken. Alibri, Aschaffenburg 2002.
- Promoting hand sanitizer use in a University cafeteria. In: Behavior and Social Issues 29 (1), 2020, S. 255–263.
- mit B. Vorbeck Using auditory feedback in body weight training. In: Journal of Applied Behavior Analysis, 53 (4), 2020, S. 2349–2359.
- Methoden der angewandten Verhaltensanalyse: Eine Einführung. Kohlhammer, Stuttgart 2022.
- Verhaltensorientierte Arbeitssicherheit - Behavior Based Safety (BBS). 3., völlig neu bearbeitete Auflage, Erich Schmidt Verlag, Berlin 2022